# 拉塞·库科宁
拉塞·库科宁（芬蘭語：Lasse Kukkonen，1981年9月18日—），芬兰男子冰球运动员。他曾代表芬兰参加2006年、2010年、2014年和2018年冬季奥林匹克运动会冰球比赛，共获得一枚银牌和二枚铜牌。